# Platytaenia tragioides
Platytaenia tragioides är en flockblommig växtart som först beskrevs av Pierre Edmond Boissier, och fick sitt nu gällande namn av Sergej Arsenjevitj Nevskij och Aleksei Ivanovich Vvedensky. Platytaenia tragioides ingår i släktet Platytaenia och familjen flockblommiga växter. Inga underarter finns listade i Catalogue of Life.